# أوتيس سكينر
أوتيس سكينر (بالإنجليزية: Otis Skinner) هو ممثل أمريكي، ولد في 28 يونيو 1858 في الولايات المتحدة، وتوفي في 4 يناير 1942 بنيويورك في الولايات المتحدة.

## وصلات خارجية
- أوتيس سكينر على موقع IMDb (الإنجليزية)
- أوتيس سكينر على موقع الموسوعة البريطانية (الإنجليزية)
- أوتيس سكينر على موقع ألو سيني (الفرنسية)
- أوتيس سكينر على موقع أول موفي (الإنجليزية)
- أوتيس سكينر على موقع قاعدة بيانات برودواي على الإنترنت (الإنجليزية)
- أوتيس سكينر على موقع إن إن دي بي (الإنجليزية)
- أوتيس سكينر على موقع قاعدة بيانات الفيلم (الإنجليزية)
- أوتيس سكينر على موقع كينوبويسك (الروسية)